# Évelyne Beaudin
Pour les articles homonymes, voir Beaudin.
Évelyne Beaudin est une femme politique québécoise, née à Rouyn-Noranda au Canada le 20 juin 1988. Elle est élue mairesse de Sherbrooke lors des élections municipales de 2021, devenant ainsi la première femme de l'histoire de la ville à occuper ce poste.

## Biographie
Évelyne Beaudin naît à Rouyn-Noranda, Québec, Canada,.
Quelques mois après sa naissance, sa famille déménage à Sherbrooke.
Elle est économiste de formation. Elle détient en effet un baccalauréat intégré en économie et politique de l'Université Laval et elle a étudié l'économie dans le cadre d'une maîtrise à l'Université de Sherbrooke.

### Option nationale
En 2011, Évelyne Beaudin est l'une des fondatrices du parti Option nationale. En 2012, Évelyne Beaudin fait son entrée dans la vie politique de Sherbrooke, où elle se présente comme candidate pour Option nationale aux élections du Québec. 

### Municipalité de Sherbrooke
En 2013, elle tente de se faire élire comme conseillère municipale indépendante dans le district du Carrefour de la ville de Sherbrooke, mais est battue par le conseiller sortant. 
Elle fonde le parti Sherbrooke citoyen le 6 mars 2016. La même année, elle s'implique comme membre du « Collectif pour l'équité toponymique au Québec », un groupe qui milite pour une meilleure représentation des femmes dans la toponymie de la province,. En 2017, elle est élue conseillère municipale à Sherbrooke, dans le district du Carrefour (qui fait partie de l'arrondissement des Nations). L'année suivante, elle remplace Hélène Pigot comme cheffe du parti politique Sherbrooke citoyen.
En 2021, elle brigue la mairie de Sherbrooke. Sa campagne est alors axée sur les questions liées à une plus saine gestion des finances et à la protection de l'environnement. Elle s'engage aussi à faire du transport en commun un dossier prioritaire. Elle remporte la victoire face à l'ex-ministre et député libéral de Sherbrooke Luc Fortin et au maire sortant Steve Lussier,.
En octobre 2023, Évelyne Beaudin annonce un arrêt de travail pour cause d'épuisement, évoquant la pression intense de ses responsabilités municipales. Cette décision vise à préserver sa santé face aux exigences élevées de son mandat. Évelyne Beaudin reprend ses fonctions fin janvier 2024. Dans une entrevue, elle critique le manque de progrès sur des dossiers majeurs, comme la crise du logement et la participation citoyenne, et dénonce les tensions internes, attribuant l'échec de certains projets à une opposition qu'elle juge excessive.
En mai 2024, Évelyne Beaudin annonce qu'elle ne se représentera pas aux élections municipales de novembre 2025 et qu'elle terminera son mandat en cours. Elle estime qu'il est temps d'insuffler une nouvelle dynamique à l'administration en laissant place à un nouveau leader et quitte la chefferie de son parti, «Sherbrooke citoyens», confiée par intérim à la conseillère Geneviève Laroche. Par ailleurs, lors de sa conférence de presse, elle critique le manque de soutien du gouvernement du Québec pour les enjeux municipaux, en particulier en matière de transport et de financement. 
En juin 2024, un rapport de la Commission municipale du Québec (CMQ) souligne des problèmes de micro gestion et de communication au sein de son administration . Le rapport met en avant un manque de confiance entre l'exécutif et les fonctionnaires, avec des procédures parfois inefficaces. Beaudin, malgré ces critiques, défend son mandat en affirmant qu'elle a œuvré pour une plus grande transparence et une gestion publique plus engagée.

#### Réalisations
Sous l'administration d'Évelyne Beaudin à la mairie de Sherbrooke, plusieurs projets notables sont initiés. Son équipe supervise l'élaboration d'un nouveau plan d'urbanisme pour moderniser la vision d'aménagement du territoire, remplaçant le schéma de 2014. De plus, son administration adopte un Plan nature visant à protéger 45 % du territoire de la ville.
Sur le plan économique, son administration met en place une zone d'innovation dédiée aux technologies quantiques, positionnant Sherbrooke comme un pôle stratégique dans ce domaine. Elle réforme également les organismes de développement économique pour offrir un guichet unique aux entreprises et obtient un financement fédéral de huit millions de dollars pour soutenir le secteur quantique. Concernant le logement, les efforts de son administration conduisent à une multiplication par quatre des investissements municipaux, facilitant l'accès à des habitations abordables. Elle sollicite l'intervention du gouvernement du Québec pour accélérer la construction de nouveaux logements et inaugure des projets de logements abordables, notamment sur la rue Galt. En matière de gouvernance, elle instaure une équipe dédiée à la participation publique et crée des groupes-conseils citoyens pour encourager une implication accrue de la population. Elle promeut également la diversité au sein du conseil municipal et améliore la transparence des processus décisionnels. Sur le plan financier, elle introduit une gestion prévisible avec un plan quinquennal des investissements municipaux et une augmentation des taxes limitée à 3 %. Elle met aussi en place des réserves financières pour stabiliser le budget et assurer l'entretien des infrastructures essentielles.